# 石川竜也
石川 竜也（いしかわ たつや、1979年12月25日 - ）は、静岡県藤枝市出身の元サッカー選手。ポジションはディフェンダー（左サイドバック、センターバック）。

## 来歴
西益津小のスポーツ少年団、西益津中サッカー部を経て静岡県の名門藤枝東高校に入学した。高校2年より左サイドバックとしてプレーするようになる。
高校卒業後は筑波大学に進学。同期に羽生直剛、平川忠亮、鶴見智美がいる。在学中にU-19、U-20日本代表に選ばれ、AFCユース選手権1998にはレギュラーとして出場、1999 FIFAワールドユース選手権 ナイジェリア大会にはチームで唯一の大学生選手として参加し、準優勝に貢献。イングランド戦では間接フリーキックからのゴールも記録した。
2002年、鹿島アントラーズへ加入。鹿島を選んだ理由として同じポジションに相馬直樹がいたことを挙げる。鹿島では定位置確保には至らず、2004年には同じポジションに新井場徹が加わったことで、より出番が限られるようになった。
2006年、監督のパウロ・アウトゥオリの構想から外され、同年5月29日から翌年1月末まで東京ヴェルディ1969へ期限付き移籍し、主力選手として活躍。
2007年、今度はモンテディオ山形へ期限付き移籍。退団した内山俊彦の穴を埋める形で左サイドバックのレギュラーとして活躍した。2008年も期限付き移籍期間延長の形で残留。勝てばJ1昇格となるJ2第44節のアウェイ愛媛FC戦では直接FKから同点ゴールを決めている。なお、同試合でその後の逆転ゴールの起点にもなっている。利き足の左足から繰り出される高精度のロングキックとセンタリング、サイドチェンジを持ち味に、2008年のJ2ではリーグトップの15アシスト（「スーパーサッカー」集計）を記録した。
2009年から山形に完全移籍。
2013年は中村太亮の加入と自身の怪我により出場機会が減少した。2014年シーズン途中からは3バックの左ストッパーとして起用されるようになった。2014年11月30日にヤマハスタジアムで行われたJ1昇格プレーオフ準決勝ジュビロ磐田戦では後半アディショナルタイムのGK山岸範宏による決勝点をアシストした。
2018年1月、現役引退とモンテディオ山形のコーチ就任が発表された
2024年2月、地元藤枝MYFCのアカデミースタッフへ就任。

## 所属クラブ
- 1992年 - 1994年 藤枝市立西益津中学校
- 1995年 - 1997年 静岡県立藤枝東高等学校
- 1998年 - 2001年 筑波大学 (体育専門学群卒)
- 2002年 - 2008年  鹿島アントラーズ
  - 2006年5月 - 同年12月  東京ヴェルディ1969 (期限付き移籍)
  - 2007年 - 2008年  モンテディオ山形 (期限付き移籍)
- 2009年 - 2017年  モンテディオ山形

## 個人成績
| 国内大会個人成績 | 国内大会個人成績 | 国内大会個人成績 | 国内大会個人成績 | 国内大会個人成績 | 国内大会個人成績 | 国内大会個人成績 | 国内大会個人成績 | 国内大会個人成績 | 国内大会個人成績 | 国内大会個人成績 | 国内大会個人成績 |
| 年度             | クラブ           | 背番号           | リーグ           | リーグ戦         | リーグ戦         | リーグ杯         | リーグ杯         | オープン杯       | オープン杯       | 期間通算         | 期間通算         |
| 年度             | クラブ           | 背番号           | リーグ           | 出場             | 得点             | 出場             | 得点             | 出場             | 得点             | 出場             | 得点             |
| 日本             | 日本             | 日本             | 日本             | リーグ戦         | リーグ戦         | リーグ杯         | リーグ杯         | 天皇杯           | 天皇杯           | 期間通算         | 期間通算         |
| ---------------- | ---------------- | ---------------- | ---------------- | ---------------- | ---------------- | ---------------- | ---------------- | ---------------- | ---------------- | ---------------- | ---------------- |
| 1999             | 筑波大           | 12               | -                | -                | -                | -                | -                | 1                | 0                | 1                | 0                |
| 2002             | 鹿島             | 22               | J1               | 6                | 1                | 4                | 0                | 2                | 0                | 12               | 1                |
| 2003             | 鹿島             | 22               | J1               | 14               | 0                | 2                | 0                | 4                | 0                | 20               | 0                |
| 2004             | 鹿島             | 22               | J1               | 12               | 2                | 5                | 0                | 1                | 0                | 18               | 2                |
| 2005             | 鹿島             | 18               | J1               | 10               | 0                | 4                | 0                | 1                | 1                | 15               | 1                |
| 2006             | 鹿島             | 18               | J1               | 3                | 0                | 1                | 0                | -                | -                | 4                | 0                |
| 2006             | 東京V            | 44               | J2               | 21               | 1                | -                | -                | 1                | 0                | 22               | 1                |
| 2007             | 山形             | 13               | J2               | 46               | 2                | -                | -                | 2                | 1                | 48               | 3                |
| 2008             | 山形             | 13               | J2               | 41               | 2                | -                | -                | 1                | 0                | 42               | 2                |
| 2009             | 山形             | 13               | J1               | 31               | 0                | 4                | 0                | 1                | 0                | 36               | 0                |
| 2010             | 山形             | 13               | J1               | 33               | 1                | 4                | 0                | 2                | 0                | 39               | 1                |
| 2011             | 山形             | 13               | J1               | 18               | 0                | 0                | 0                | 0                | 0                | 18               | 0                |
| 2012             | 山形             | 13               | J2               | 41               | 3                | -                | -                | 0                | 0                | 41               | 3                |
| 2013             | 山形             | 13               | J2               | 18               | 0                | -                | -                | 1                | 0                | 19               | 0                |
| 2014             | 山形             | 13               | J2               | 35               | 2                | -                | -                | 2                | 0                | 37               | 0                |
| 2015             | 山形             | 13               | J1               | 34               | 0                | 3                | 0                | 3                | 0                | 40               | 0                |
| 2016             | 山形             | 13               | J2               | 14               | 0                | -                | -                | 1                | 0                | 15               | 0                |
| 2017             | 山形             | 13               | J2               | 7                | 0                | -                | -                | 2                | 0                | 9                | 0                |
| 通算             | 日本             | 日本             | J1               | 161              | 4                | 27               | 0                | 14               | 1                | 202              | 5                |
| 通算             | 日本             | 日本             | J2               | 223              | 10               | -                | -                | 10               | 1                | 233              | 11               |
| 通算             | 日本             | 日本             | 他               | -                | -                | -                | -                | 1                | 0                | 1                | 0                |
| 総通算           | 総通算           | 総通算           | 総通算           | 384              | 14               | 27               | 0                | 25               | 2                | 436              | 16               |

その他の公式戦
- 2014年 
  - J1昇格プレーオフ 2試合0得点

| 国際大会個人成績 | 国際大会個人成績 | 国際大会個人成績 | 国際大会個人成績 | 国際大会個人成績 |
| 年度             | クラブ           | 背番号           | 出場             | 得点             |
| AFC              | AFC              | AFC              | ACL              | ACL              |
| ---------------- | ---------------- | ---------------- | ---------------- | ---------------- |
| 2002-03          | 鹿島             | 18               | 2                | 0                |
| 通算             | AFC              | AFC              | 2                | 0                |

その他の国際公式戦
- 2003年
  - A3チャンピオンズカップ 2試合0得点

- Jリーグ初出場 - 2002年4月6日 J1 1st第5節 vsベガルタ仙台戦 (カシマスタジアム)
- Jリーグ初得点 - 2002年10月27日 J1 2nd第11節 vsコンサドーレ札幌戦 (カシマスタジアム)

## 代表歴
- U-19日本代表
  - 1998年 AFCアジアユース選手権 準優勝
- U-20日本代表
  - 1999年 FIFAワールドユース選手権 準優勝
- ユニバーシアード日本代表
  - 1999年 ユニバーシアードパルマ・デ・マヨルカ大会
  - 2001年 ユニバーシアード北京大会 優勝

## 指導歴
- 2018年 - 2023年 モンテディオ山形
  - 2018年 -2019年 ジュニア村山コーチ兼スカウト
  - 2020年 ジュニアユース村山U-15 監督
  - 2021年 - 2022年 ヘッドオブスカウティング兼ジュニア村山 コーチ
  - 2023年 ジュニア村山 監督
- 2024年 - 藤枝MYFCU-15 監督

## タイトル

### クラブ
筑波大学
- 関東大学サッカーリーグ戦 : 2回 (1999年、2000年)

鹿島アントラーズ
- ヤマザキナビスコカップ (2002年)

### 代表
ユニバーシアード日本代表
- ユニバーシアードサッカー競技 (2001年)

### 個人
- 関東大学サッカーリーグ戦 ベストイレブン (2000年、2001年)